# Česko-indické vztahy
Česko-indické vztahy jsou mezinárodní vztahy mezi Českem a Indií. Obchodní vztahy mezi Indií a Českem sahají až do středověku. V letech po nezávislosti Indie hrálo Československo roli důležitého ekonomického partnera. Indie a Česká republika navázaly úzké vztahy, pokud jde o obchod, investice a cestovní ruch.

## Historie

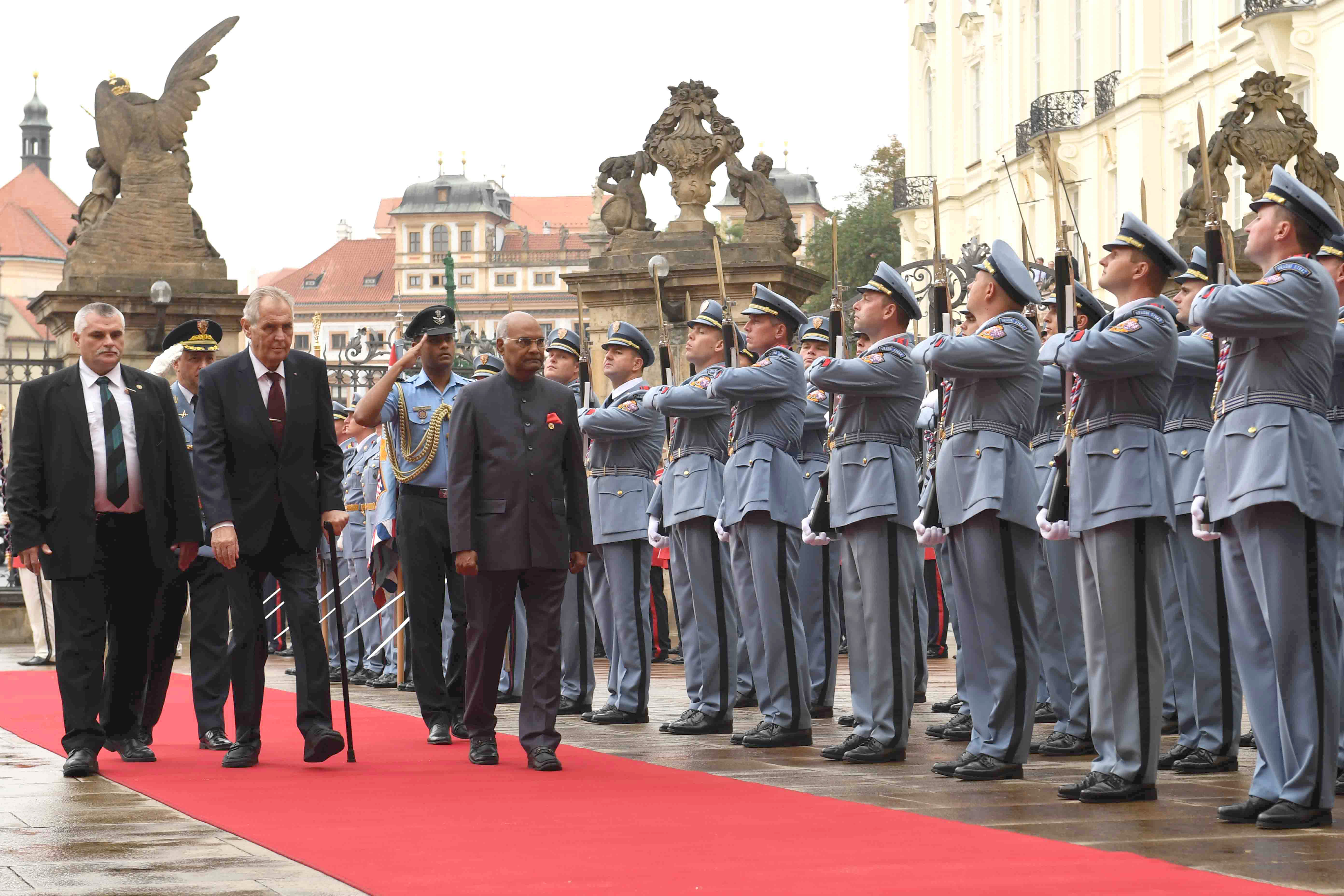
Indický prezident Rám Náth Kóvind s Milošem Zemanem během návštěvy Česka v roce 2018

Do Čech se z Indie dováželo vzácné a cenné zboží, jako například koření, které bylo dováženo pozemními i námořními cestami. Na Univerzitě Karlově byl také velký počet sanskrtských studentů. Během 20. století se vztahy mezi Indií a Českými zeměmi dále posílily, protože mezi těmito dvěma zeměmi cestovalo mnoho umělců, podnikatelů, vědců a politických vůdců. V následujících staletích se vztahy mezi Indií a Českem posílily, protože mezi oběma zeměmi cestovalo mnoho obchodníků, umělců, vědců a politiků. Nárůst dvoustranného obchodu vedl k navázání ještě osobnějších vztahů. Například v roce 1920 byl zřízen československý konzulát v Bombaji a o několik let později byl v zřízen také v Kalkatě.
Indie měla obchodní vztahy s Československem již před vyhlášením nezávislosti. Ještě ve 30. letech 20. století měla společnost Baťa v indické Kalkatě více než 100 zaměstnanců. Během let po získání nezávislosti Indie uskutečnilo Československo v Indii velké množství velkých projektů v oblastech jako je energetika, obrana a metalurgie. Po vzniku České republiky, 1. ledna 1993, však obchod poklesl v důsledku likvidace některých významných státních společností v České republice a přechodu k platbám ve volně směnitelných měnách.
Diplomatické vztahy mezi oběma zeměmi byly poprvé formálně navázány 18. listopadu 1947, poté několik bývalých indických prezidentů a premiérů navštívilo Československo. Po Sametové revoluci a vzniku samostatné České republiky a Slovenska se uskutečnilo několik významných návštěv. V únoru 1994 navštívil český prezident Václav Havel Indii, kde získal dvě prestižní ceny: Cenu míru Indiry Gándhíové a Cenu míru Mahátmy Gándhího. V říjnu 1998 obě země podepsaly dohodu o zamezení dvojímu zdanění. V červnu 2010 viceprezident Indie, Mohammad Hamid Ansari, navštívil Českou republiku a byla podepsána dohoda o sociálním zabezpečení a dohoda o hospodářské spolupráci mezi oběma zeměmi.
Následuje seznam některých důležitých dohod podepsaných mezi Indií a Českou republikou:
- 1966: Dohoda o využití jaderné energie pro mírové účely
- 1973: Dohoda o vědecké, technické a průmyslové spolupráci
- 1979: Dohoda o spolupráci v námořní dopravě[4]
- 1993: Obchodní dohoda mezi vládou České republiky a vládou Indické republiky[5]
- 1998: Bilaterální dohoda o podpoře a ochraně investic (BIPPA)[6]
- 1999: Dohoda o zamezení dvojímu zdanění (DTAA)[7]
- 2003: Dohoda o obranné spolupráci mezi vládou České republiky a vládou Indické republiky[8]
- 2010: Dohoda o hospodářské spolupráci mezi vládou České republiky a vládou Indické republiky[9]

Indie i Česká republika se už od minulosti zajímají o vzdělání v historii a kultuře druhé země. Češi jsou nadšení z jógy, ájurvédy a indických náboženských textů. Několik univerzit v České republice vzdělává v oblasti indické kultury, jazyků, literatury a historie. Podobně se na Indické univerzitě v Dillí mohou studenti učit český jazyk a historii a stále více touží po návštěvě České republiky, aby prozkoumali architekturu, historii a krásu.

## Obchod a investice
Po mnoho desetiletí bylo Československo jedním z obchodních partnerů Indie. Několik českých společností přispělo k rozvoji průmyslové budoucnosti Indie dodáním potřebného vybavení pro energetický, strojírenský průmysl a různá odvětví. I v dnešním světě je Česká republika v Indii velmi často spojována se slavnými českými společnostmi jako Škoda, Tatra, Baťa a Zetor. Odvětví vědy a techniky jsou jednou z nejpříznivějších oblastí budoucí spolupráce mezi Indií a Českou republikou. Uvádí se také, že odvětví jako petrochemie, zpracování potravin a civilní letectví, jsou oblasti, kde mohou obě země navzájem těžit.
Od roku 2012 činil dvoustranný obchod mezi Indií a Českou republikou zhruba více než miliardu amerických dolarů. V roce 2017 činil 1 466 milionů amerických dolarů. České společnosti vyvážejí do Indie převážně automobily, energetická zařízení strojů a turbíny, zatímco indické společnosti vyvážejí do České republiky hlavně elektrické stroje, železo a ocel, bavlnu a organické chemikálie. Indické společnosti, jako např. Infosys, Ashok Leyland a Tata Tea dále investovaly také do odvětví České republiky, jako jsou IT, vozidla, textil a čaj. Inspirováni investičními aktivitami společností jako je Škoda Auto a Tatra v Indii, řada dalších českých společností zvažuje investiční projekty v Indii v odvětvích jako je doprava, energetika, obrana a strojní zařízení.
Důležitým odvětvím dvoustranné obchodní spolupráce mezi oběma zeměmi je automobilový průmysl. Společnost Škoda Auto v Indii vzkvétá díky své široké produkci vozů Škoda a také sítí106 prodejen, 69 prodejců a 67 servisních středisek po celé zemi. V roce 2017 prodala Škoda Auto v Indii 17 438 vozů. V červenci 2018 byl český výrobce automobilů Tatra informován o spolupráci s Reliance Defense za účelem výroby vojenských nákladních vozidel pro Indii. Firma Baťa, která má rozsáhlou prodejní síť po celé zemi, očekává, že Indie bude do konce roku 2018 jejím nejdůležitějším trhem. Na konci prosince 2017 společnost Bata India vykázala 6,2% nárůst čistého prodeje.